# Akční výzkum
Akční výzkum je forma aplikovaného výzkumu v sociálních vědách. Usiluje o změnu, není hodnotově neutrální a má politické konotace (Hendl, 2005). Je považován za důležitý prostředek změn v sociální realitě. Výzkumník v akčním výzkumu má rovnocenné postavení s aktéry výzkumu. Na rozdíl od tradičního výzkumu je cílem řešení konkrétního problému a hledání cesty k žádoucí změně v měnící se realitě. Jde o cyklický proces, který obsahuje fázi akce, vyhodnocení a reflexe a vždy se přizpůsobuje aktuální situaci a potřeby výzkumu i aktérů. Tato forma výzkumu se nejvíce uplatňuje v řízení organizace, ve zdravotnictví a pedagogice. Často akční výzkum slouží jako předvýzkum či pilotáž pro sociální výzkum. (Bargal, 2008).

## Validita, reliabilita a zobecnitelnost
Někteří autoři pojednávající o akčním výzkumu (Carr, Kemmis, Zuber-Skeritt) používají místo tradičního pojmu validity a reliability pojmem 'autenticita', tedy že výsledky výzkumu jsou validní a reliabilní, jestliže je výzkum autentický a přínosný pro účastníky. James a Worrall (2000) používají nové pojmy, které lépe odpovídají povaze akčního výzkumu. Na rozdíl od tradičního výzkumu je kladen důraz na hodnocení procesu. Obsahová validita řeší, zda situace proběhla podle popisu autora. Interpretativní validita řeší autenticitu a interpretaci situace. Demokratická validita řeší hlavně postavení aktérů výzkumu a jejich délku zapojení. Katalytická validita řeší míru zapojení účastníků, jejich postoj a vnímání vlastní role. Procesní validita řeší, zda byl výzkum veden v souladu s cíli a přinesl nové poznatky. Výsledná validita řeší, jak byl daný výzkumný problém vyřešen.

## Modely
Jedním z nejčastějších modelů je jednoduchý model Stephena Kemmise, obsahující 4 fáze - plánování, akci, pozorování a reflexi. Další model nabízí Gerald Susman, v jehož cyklu probíhá 5 fází - identifikace problému a sběr dat, vypracování akčního plánu na základě kolektivního řešení, vypracování a implementace akčního plánu, sběr, analýza a interpretace dat, následuje vyhodnocení akce. Tento cyklus se opakuje, dokud není problém definitivně vyřešen. Jednotlivé fáze dále rozpracovala Jean McNiff. Ta uvádí 7 fází - zhodnocení a reflexe dosavadní vlastní praxe; identifikace oblasti, kterou chceme zlepšit; představit si cestu vpřed; zkusit změnu; udělat si přehled, co se stalo; upravit náš plán s ohledem na to, co jsme zjistili a pokračovat dál; zhodnotit upravenou oblast. Tento cyklus se neustále opakuje až do vyřešení celé situace.

## Hodnocení kvality
Otázka monitorování kvality není jednoduchá, neboť jde o individuální výzkum pro specifické potřeby. V roce 1989 proběhlo První sympozium o akčním výzkumu v Brisbane, kde byly definovány znaky kvalitního akčního výzkumu následovně:
- lidé reflektují a zlepšují praxi ve svém přirozeném prostředí
- propojená akce a reflexe
- nabyté zkušenosti jsou sdíleny s účastníky, ale také se všemi ostatními, kteří mají zájem
- data jsou sbírána samotnými účastníky výzkumu a řeší se jejich otázky
- patrná spolupráce všech účastníků ve všech fázích výzkumu
- jsou upozaděny rozdíly v postavení jednotlivých účastníků
- funguje spolupráce mezi všemi účastníky a komunita dokáže kriticky vyhodnocovat situaci
- jsou členové připraveni na sebereflexi, autoevaluaci a sebeřízení
- probíhá efektivní (a společné) učení prostřednictvím chyb
- je podporována myšlenka, že každý je sám sobě nejlepším učitelem (Zuber-Skerrit, Fletcher, 2007, s. 415)

Jedním z nejznámějších modelů je Greenův model, který hodnotí akční výzkum v oblasti zdravotnictví. Tento model je přenositelný na další vědní obory. Zde se hodnotí účastníci výzkumu a povaha jejich zapojení, vznik a kořeny výzkumné otázky, účel a smysl výzkumného šetření, proces a kontext výzkumu, příležitost k učení a povaha výzkumných zjištění.